# His Brother's Wife
 His Brother's Wife és una pel·lícula estatunidenca dirigida per W.S. Van Dyke, estrenada el 1936.

## Argument
Després de conèixer-se en un casino, una model i un brillant científic iniciaran un afer on no faltaran embolics múltiples i agitats.

## Repartiment
- Barbara Stanwyck: Rita Wilson Claybourne
- Robert Taylor: Chris Claybourne
- Jean Hersholt: Professor 'Pop' Fahrenheim
- Joseph Calleia: Fish-Eye
- John Eldredge: Tom Claybourne
- Samuel S. Hinds: Doctor Claybourne
- Phyllis Clare: Clara
- Leonard Mudie: Pete
- Jed Prouty: Bill Arnold
- Pedro de Cordoba: Doctor Capolo
- Rafael Corio: Capità Tanetz
- William Stack: M. Winters
- Edgar Edwards: Charlie
- Frank Puglia (no surt als crèdits): Un empleat d'hotel

## Producció

### Casting
His Brother's Wife va ser pensada originalment com un vehicle per Jean Harlow i Clark Gable, dirigida per E. A. Dupont amb el títol provisional de My Brother's Wife. Més tard, Gable va ser reemplaçat per Franchot Tone, amb Richard Boleslawski com a director.
Barbara Stanwyck i Robert Taylor van ser finalment seleccionats com a protagonistes de His Brother's Wife, la primera de les tres pel·lícules que van fer junts. Stanwyck i Taylor es van casar el 1939; es van divorciar el 1952.

### Rodatge
Després que W. S. Van Dyke fos cridat per completar el rodatge del guió de 137 pàgines, aquest es va acabar en només tretze dies i mig.